# Boroda expatria
Boroda expatria је зракоперка из реда Perciformes. 

## Угроженост
Ова врста се сматра рањивом у погледу угрожености врсте од изумирања.

## Распрострањење
Ареал врсте је ограничен на једну државу. 
Филипини су једино познато природно станиште врсте.

## Станиште
Станиште врсте су слатководна подручја. 